# Mega Mendoeng
Mega Mendoeng ([məˈɡa mənˈdʊŋ]; EYD: Mega Mendung) è un film del 1942 in bianco e nero diretto da Boen Kim Nam.
Realizzato nelle Indie orientali olandesi, venne prodotto da Ang Hock Liem per la sua Union Films ed interpretato da Rd Soekarno, Oedjang, Boen Sofiati e Soehaena. La storia, di cui non è sopravvissuto il nome dell'autore, è incentrata su due giovani amanti che, ostacolati nel loro amore e tenuti separati da una serie di menzogne, alla fine riescono ad incontrarsi nel villaggio di Mega Mendoeng a Bogor.
La pellicola, l'ultima realizzata dallo studio, venne girata in contemporanea a Soeara Berbisa e completata in soli tre mesi. Uscì nei cinema all'inizio del 1942 e rimase nelle sale fino al luglio di quello stesso anno. Come tutte le altre produzioni della Union Films, è considerata perduta.

## Trama
Raden Koesoema ordina a suo figlio Winanta di divorziare dalla moglie, Retnaningsih, per sposare sua cugina Fatimah, minacciando di rinnegarlo qualora si rifiuti. Retnaningsih, volendolo salvare da eventuali guai con il padre, lo abbandona e si trasferisce da Bandung a Batavia (l'odierna Giacarta), accettando di condurre una vita in piena povertà. In tal modo però fa sì che Koesoema possa screditarla innanzi agli occhi di Winanta, tacciandola di infedeltà: l'uomo cade così nella disperazione e alla fine sposa Fatimah.
Passano ben diciotto anni: Winanta e Fatimah hanno avuto una figlia, Koestini, che studia a Batavia. La sua educazione, la sua grazia e la sua bellezza attirano le attenzioni di molti ragazzi, ma lei restituisce solo gli affetti di Soedjono, un giovane assistente farmacista istruito e raffinato. Una delle sue sprezzanti pretendenti, Soekatma, decide di rovinare la loro relazione confidando a Winanta che Koestini passa il tempo soltanto dietro agli uomini, trascurando gli studi. Credendo a queste bugie, egli la riporta a Bandung.
Koestini si ammala e circola immediatamente la voce secondo la quale sia morta. Sconvolto dalla notizia, Soedjono impazzisce e inizia a vagare senza meta. Tuttavia, come guidato da una forza invisibile, scopre che ella è in realtà viva in un villaggio chiamato Mega Mendoeng, vicino a Bogor. Ritornato in sé, può finalmente vivere felice con lei.

## Produzione

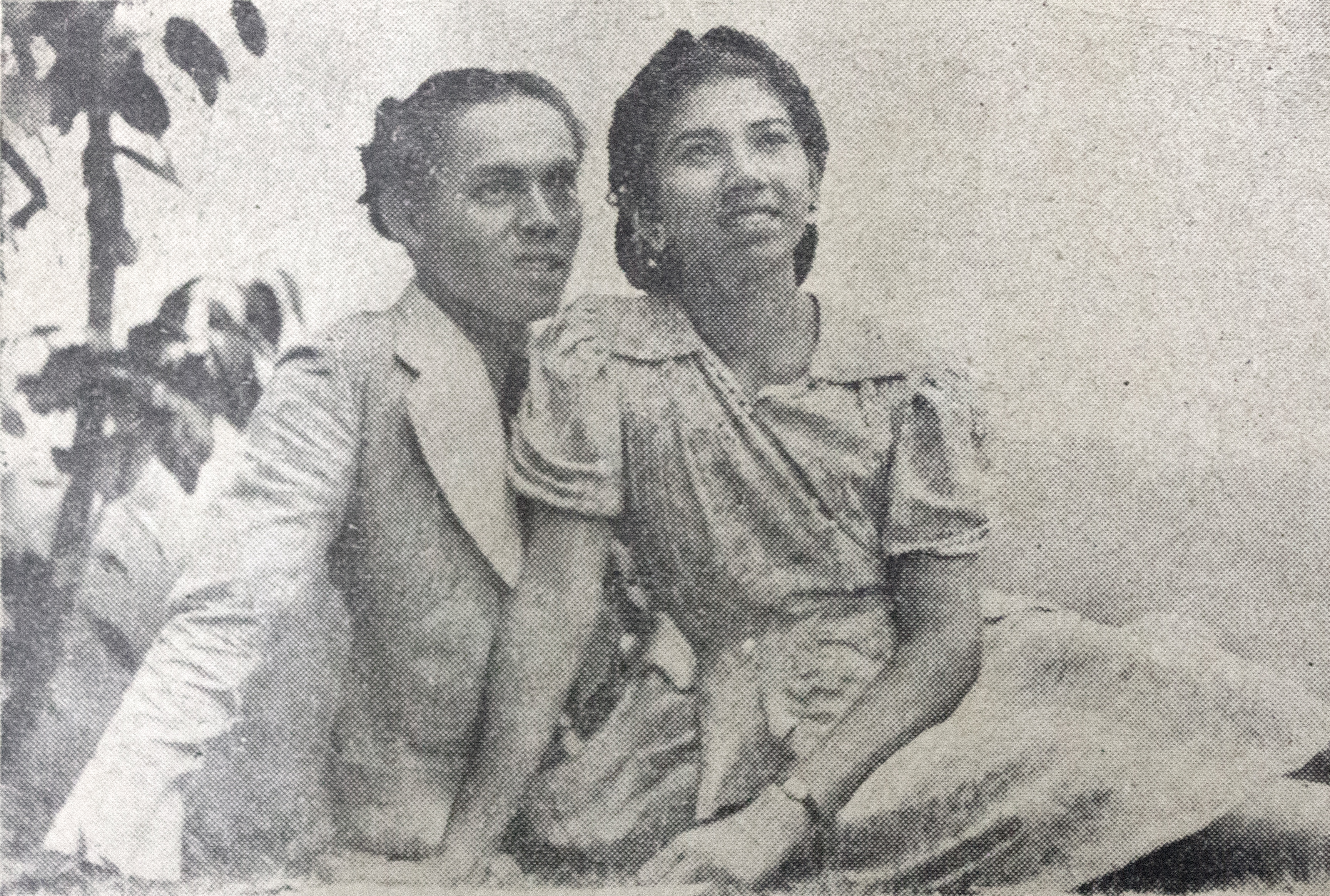
Rd Soekarno e Boen Sofiati in una scena

Mega Mendoeng fu l'ultimo lavoro della Union Films, una casa di produzione con sede a Batavia gestita da Tjoa Ma Tjoen e finanziata dal fondatore Ang Hock Liem. Fu diretto da Boen Kim Nam, un tecnico del suono che non si era mai cimentato nella regia, né avrebbe mai ricoperto un simile ruolo successivamente. Annunciato a settembre 1941 e realizzato in concomitanza con Soeara Berbisa, nel quale Boen era aiuto regista di R Hu, il film venne completato a dicembre di quell'anno.
Girato in bianco e nero, venne interpretato da un cast principale composto da Rd Soekarno, Oedjang, Boen Sofiati (accreditata anche come Boon Sofiati) e Soehaena, mentre Ratna Djoewita, Ratnasih, Gamari Fadjar e Moesa ricoprirono ruoli secondari; tutti loro provenivano dai più disparati contesti socio-economici. Oedjang era con lo studio cinematografico fin dal primo lungometraggio, Kedok Ketawa (1940), mentre Soekarno e Soehaena avevano preso parte pure in Soeara Berbisa. Sofiati, un'attrice teatrale che gestiva la sua compagnia, non era mai approdata al cinema. Sebbene l'ufficio stampa della Union avesse comunicato che l'opera era stata realizzata secondo le convenzioni e le regole del realismo e che era rivolta agli spettatori più istruiti, lo storico del cinema indonesiano Misbach Yusa Biran ipotizzò nel suo saggio del 2009 Sejarah Film 1900–1950: Bikin Film di Jawa che questo non fosse vero, proprio per l'inclusione di attori del teatro, i quali di solito intrattenevano il pubblico della classe popolare.

## Conservazione

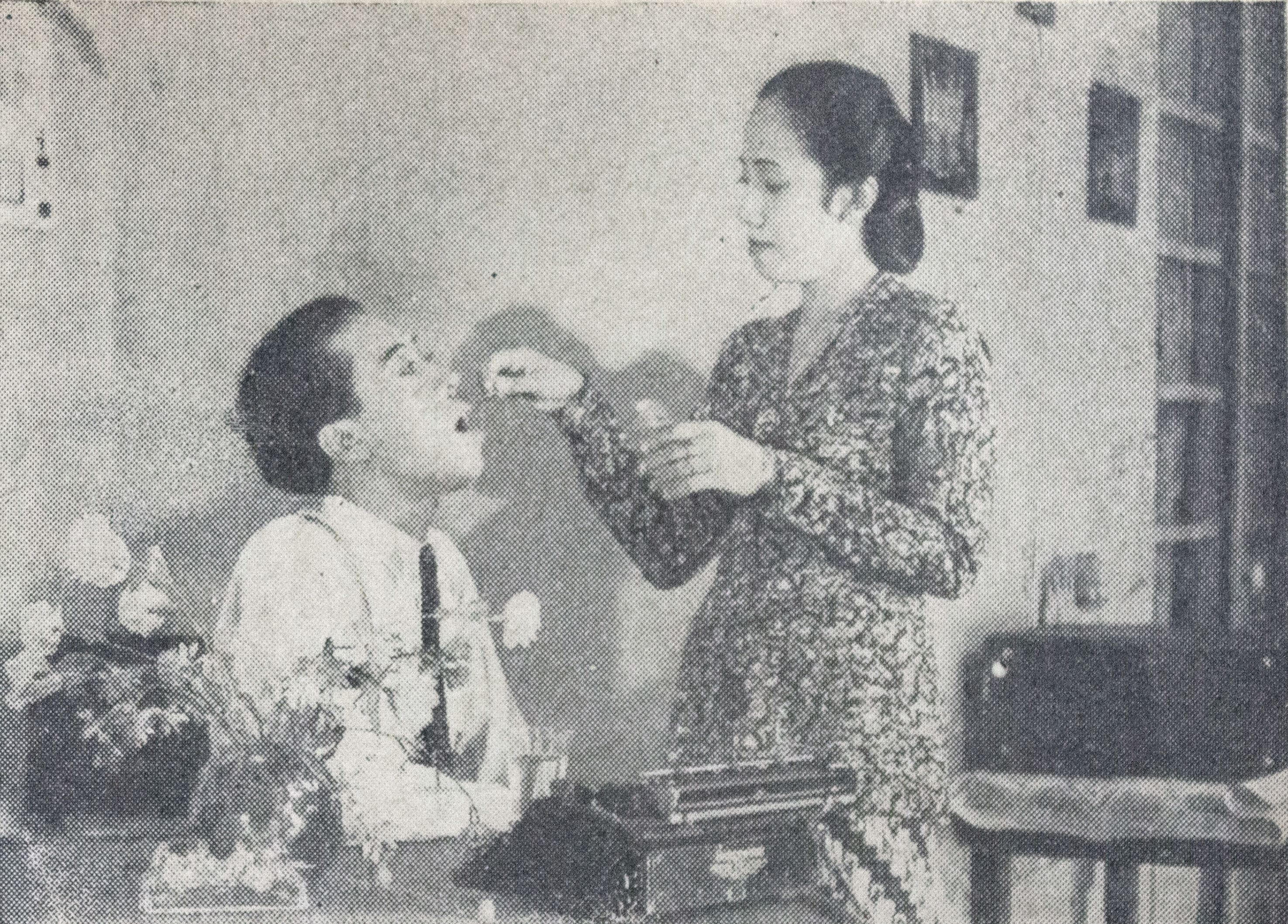
Un altro fotogramma ritraente i due attori Oedjang e Soehana

Mega Mendoeng fu il settimo e ultimo film della Union Films. Infatti, a seguito dell'occupazione giapponese delle Indie orientali olandesi, l'edizione di febbraio 1942 della rivista cinematografica Pertjatoeran Doenia dan Film riferì che diversi studi si sarebbero allontanati dalla capitale coloniale di Batavia o sarebbero andati in pausa di produzione. L'azienda in questione, sebbene stesse realizzando una pellicola storica ambientata nel regno giavanese di Majapahit intitolata Damar Woelan, fu una di quelle che vennero chiuse forzatamente; tuttavia, non venne mai più riaperta. Soekarno fu l'unico, tra coloro che avevano lavorato al lungometraggio, a ritornare a lavorare nell'industria cinematografica negli anni Cinquanta, rimanendo attivo per almeno altri vent'anni e venendo principalmente accreditato come Rendra Karno.
Si ritiene che il lungometraggio sia perduto, dato che tutti i film dell'epoca erano stati girati su pellicole di nitrato di cellulosa infiammabili. Queste vennero deliberatamente eliminate dagli studi dopo che un incendio distrusse buona parte del magazzino della Produksi Film Negara, tra il 1952 e il 1953. Riservando un giudizio molto pragmatico sulla questione, l'antropologo visuale statunitense Karl G. Heider suggerì che ogni opera cinematografica indonesiana realizzata prima degli anni Cinquanta sia ormai da considerarsi irrecuperabile. Al contrario, lo storico del cinema JB Kristanto, nel suo Katalog Film Indonesia 1926-1995, riporta che diverse opere sopravvissero negli archivi della Sinematek Indonesia e il collega Misbach Yusa Biran aggiunge, scrivendo nel suo saggio Sejarah Film 1900–1950: Bikin Film di Jawa del 2009, che a salvarsi furono numerosi film di propaganda giapponesi, sfuggiti al Servizio informazioni del governo olandese.